# Sabbatai Ben Josef
Sabbatai Ben Josef, auch genannt Josef von Prag, Bass und Meschorer (* 1641 in Kalisch; † 21. Juli 1718 in Krotoschin) war ein jüdischer Schriftsteller, Gelehrter, Bibliograph und Verleger, der in Polen, Böhmen, Holland und Schlesien wirkte.

## Leben
Sabbatai wurde in der westpolnischen Stadt Kalisch geboren und verlor seine Eltern während des großen Brandes der Stadt im Jahre 1656. Zusammen mit seinem Bruder floh er nach Prag, wo er dank seiner schönen Stimme eine Anstellung im Chor der Altneu-Synagoge erhielt. Aus dieser Zeit stammen zwei Nebennamen Sabbatais – „Bass“ oder „Bassista“, das sich auf seine Stimme bezieht, und „Meschorer“ – „Sänger“ auf Hebräisch. In Prag erhielt er seine Ausbildung als Talmud-Gelehrter, er erlernte auch Latein und erhielt eine allgemeine humanistische Ausbildung. 1669 kam er mit seinem ersten selbständigen Werk: einer Bearbeitung des Bibel-Glossars des Moses Sertel auf Jiddisch, der er eine umfassende Grammatik der jiddischen Sprache beifügte.
In den Jahren 1674 bis 1679 unternahm er mehrere Reisen zu jüdischen Gemeinden in Polen, Deutschland und Holland und wohnte ab 1679 in Amsterdam, das damals das intellektuelle Zentrum des europäischen Judentums war. Er war Mitarbeiter an der Übersetzung der Bibel ins Jiddische, die in Amsterdam erschien, und veröffentlichte 1680 ein großes bibliographisches Werk „Sifte jaschanim“ (Münder der Schlafenden), das 2400 religiöse Bücher beschrieb, davon 2200 in hebräischer Sprache, mit Autorennamen, dem Erscheinungsort und -jahr und einer kurzen Zusammenfassung des Inhalts. Dadurch erhielt er den Namen „Vater der jüdischen Bibliographie“ und wurde auch in der christlichen Welt unter dem Namen des „Bassisten“ bekannt und geschätzt. Bald erschienen Übersetzungen des Werkes ins Deutsche und Lateinische. Eine andere bekannte Arbeit Sabbatais aus dieser Epoche seines Lebens war ein Reiseführer für jüdische Kaufleute und Reisende, „Derech eretz“ (דרך ארץ, wörtlich „Weg des Landes“, steht aber ideomatisch für „Gute Erziehung“), mit u. a. Verzeichnissen aller wichtigeren Landstraßen und Abständen in Europa.
Nach dreijährigen Bemühungen gelang es Sabbatai im Jahre 1687 die Genehmigung zur Eröffnung einer jüdischen Druckerei im schlesischen Städtchen Dyhernfurth zu erhalten. Das erste von ihm verlegte Buch war „Bet Schmuel“ („Samuels Haus“, 1689), ein Kommentar des Samuel von Loslau zum Ritualkodex.
Sabbatai fuhr immer in eigener Person zum Jahrmarkt in Breslau, wo er einen Stand mit den von ihm verlegten Büchern betrieb. Am 15. Juli 1694 wurde er von den Breslauer Jesuiten angeklagt, blasphemische und antireligiöse Bücher zu vertreiben und der Magistrat der Stadt ließ sie alle konfiszieren. Erst nach einigen Jahren erhielt er sie zurück.
Im Jahre 1711 übergab Sabbatai die Druckerei seinem Sohn Josef. Gleichzeitig wurden Sabbatai und der Sohn Josef Ben Sabbatai vom Professor des Hebräischen an der Universität Breslau, dem Jesuiten Frantz, angeklagt, ein antichristliches, blasphemisches und politisch aufrührerisches Buch des Nathan Hannover Schaare Sion („Tore des Zion“) veröffentlicht zu haben und erhielten zwei Monate Gefängnisstrafe. Danach war Sabbatai des Lebens unter den Habsburgern müde und zog nach Polen zurück, wo er in Krotoschin im Hause seines Schwiegersohns Berl Nathan 1718 verstarb.
Die Druckerei existierte bis um 1750, bis 1729 unter der Leitung Berl Nathans und später als Eigentum von Sabbatais Enkelin Esther.

## Werke (Auswahl)
- Bor Mosche. („Moses Brunnen“) mit einer Grammatik des Jiddischen, Amsterdam 1669.
- Kommentar zu Siftej hakamim („Münder der Gelehrten“), Amsterdam 1680.
- Sifte jaschanim. („Münder der Schlafenden“) große Bibliographie des jüdischen religiösen Schrifttums, Amsterdam 1680.
- Massekhet Derech Erez. („Gute Erziehung“) Amsterdam 1680.